# Rosa Alarco Larrabure
Rosa Alarco Larrabure (* 3. November 1911 in Lima; † 1980) war eine peruanische Musikwissenschaftlerin, Komponistin und Chorleiterin.
Alarco studierte Musiktheorie und Klavier an der Academia Sas-Rosay und Komposition bei Rodolfo Holzmann. Sie besuchte das Conservatorio Nacional de Música de Perú und das Conservatorio Nacional de Música de Chile, studierte am Conservatoire de Paris und in Santiago de Compostela und besuchte Meisterklassen von María Urreta, Clayton Krehbel, Fernando García und Axel Hesse. Ihr wissenschaftliches Interesse galt der Kultur und Musik der indigenen Völker Amerikas.
1946 wurde sie Professorin für Musik mit Zuständigkeit für die Ausbildung der Musiklehrer für staatliche Schulen. 1954 übernahm sie die Gründung und Leitung des Chores der Universidad de San Marcos, in Folge die Leitung der Sektion Musikwissenschaft dieser Universität. Daneben komponierte sie in dieser Zeit Werke wie El Molino für gemischten Chor, ein Trio für Klarinette, Viola und Cello sowie Arrangements und eigene Vertonungen von Volksweisen (u. a. Canciones infantiles und La jarra de oro). 1966 veröffentlichte sie Canciones sobre temas peruanos para coro mixto. Für die Biographie Vida y obra de Alfonso de Silva (1979) wurde sie mit dem Premio Casa de las Américas ausgezeichnet.